# Eddie Albert

Signatur

Eddie Albert (eigentlich Edward Albert Heimberger; * 22. April 1906 in Rock Island, Illinois; † 24. Mai 2005 in Pacific Palisades, Kalifornien) war ein US-amerikanischer Schauspieler.

## Leben
Eddie Albert wurde als ältestes von fünf Kindern der deutschen Immigrantenfamilie Heimberger geboren. Als er ein Jahr alt war, zogen seine Eltern nach Minneapolis, Minnesota. Im Alter von sechs Jahren musste er seinen ersten Job als Zeitungsausträger annehmen. Mit 14 Jahren schrieb er sich an der Highschool in die Schauspielgruppe ein. Nach seinem Schulabschluss 1924 begann er an der University of Minnesota ein Studium der Wirtschaftswissenschaften. Doch mit dem Börsencrash 1929 und der folgenden Weltwirtschaftskrise fehlten Arbeitsplätze in dieser Branche, sodass er Jobs als Sänger, Zirkusartist und Versicherungsvertreter ausübte. Durch Auftritte im Radio kam er zur Schauspielerei und gab 1933 sein Theaterdebüt am Broadway in New York. Bereits drei Jahre später folgte sein erster Filmauftritt.

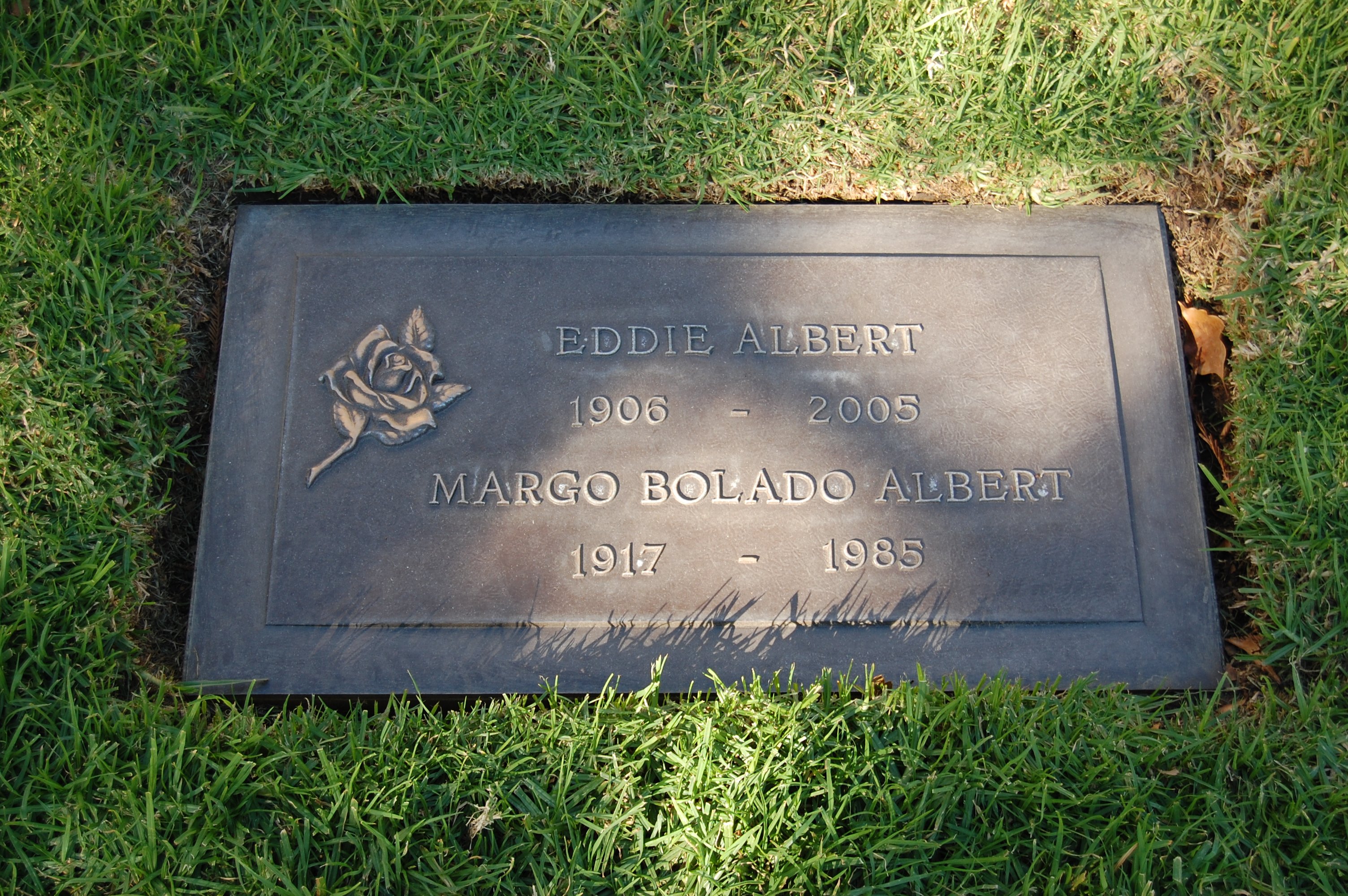
Alberts Grab auf dem Westwood Village Memorial Park Cemetery

Im Zweiten Weltkrieg diente er im Corps der U.S. Marines und nahm 1943 an der Schlacht von Tarawa teil. Für persönliche Tapferkeit bei der Rettung von siebzig Kameraden erhielt er die Bronze-Star-Medaille. Infolgedessen trat Albert im US-amerikanischen Fernsehen als Zeitzeuge in zahlreichen Fernsehdokumentationen über den Zweiten Weltkrieg auf. Von 1945 bis zu ihrem Tod 1985 war er mit der Schauspielkollegin Margo (1917–1985) verheiratet, mit der er zusammen auch mehrere Schallplatten aufnahm. Ihr gemeinsamer Sohn war der Schauspieler Edward Albert, der mit der Schauspielerin Katherine Woodville verheiratet war. Eddie Albert starb 2005 im Alter von 99 Jahren an einer Lungenentzündung.

## Karriere
Eddie Albert begann seine Filmkarriere im Jahr 1938, doch erst nach dem Zweiten Weltkrieg nahm sie Fahrt auf. Besonders häufig verkörperte er den gutmütigen und verlässlichen Kumpel der Hauptfigur, so unter anderem als menschenfreundlicher Arzt neben Glenn Ford in Das kleine Teehaus (1956), nach dem Roman The Teahouse of the August Moon von Vern Sneider, sowie als Fotograf und Freund von Gregory Peck in Ein Herz und eine Krone (1953). Für die letztgenannte Darstellung war er 1954 für den Oscar als bester Nebendarsteller nominiert. 1972 wurde er für seine Rolle in Pferdewechsel in der Hochzeitsnacht ein weiteres Mal in der gleichen Kategorie nominiert.
Albert spielte sowohl komödiantische als auch dramatische Parts, gelegentlich übernahm der vielseitige Darsteller auch Schurkenrollen – etwa als sadistischer Wärter im Gefängnisfilm Die härteste Meile von 1974. Eine seiner besten Leistungen lieferte er 1956 mit der Darstellung des charakterlich ambivalenten, vor Angst gelähmten Kommandanten Captain Erskine Cooney in Ardennen 1944 von Robert Aldrich, der seine Männer (darunter Jack Palance als Leutnant Costa) in den sicheren Tod schickt. Als sehenswert gelten auch seine Darbietungen in den Kriegsfilmen Der längste Tag (1962) und Captain Newman (1963).
Während Albert in Hollywood-Filmen nur selten in Hauptrollen agierte, war das im US-Fernsehen durchaus anders. Zu großer Popularität gelangte er durch die Rolle des Oliver Wendell Douglas, den er sowohl von 1965 bis 1968 in der Serie Petticoat Junction als auch mit der Hauptrolle in deren Spin off Green Acres zwischen 1965 und 1971 verkörperte. Von 1975 bis 1978 waren er und Robert Wagner  in den Hauptrollen als Privatdetektive in der Krimiserie Die Zwei mit dem Dreh zu sehen. In den 1980er Jahren hatte Albert in der Seifenoper Falcon Crest eine wiederkehrende Rolle als schurkenhafter Carlton Travis. Seine letzte Rolle spielte er 1997 hochbetagt in der Serie California.

## Filmografie (Auswahl)
- 1938: Brother Rat
- 1940: Ein Mann mit Phantasie (A Dispatch from Reuters)
- 1941: Ufer im Nebel (Out of the Fog)
- 1943: Ohne Rücksicht auf Verluste (Bombardier)
- 1946: Die perfekte Heirat (The Perfect Marriage)
- 1947: Smash-Up: The Story of a Woman
- 1948: Startbahn ins Glück (You Gotta Stay Happy)
- 1948: Jedes Mädchen müßte heiraten (Every Girl Should Be Married)
- 1948: Abenteuer im Wilden Westen (The Dude Goes West)
- 1950: Seine Frau hilft Geld verdienen (The Fuller Brush Girl)
- 1952: Carrie
- 1953: Ein Herz und eine Krone (Roman Holiday)
- 1955: Und morgen werd’ ich weinen (I’ll Cry Tomorrow)
- 1955: Oklahoma!
- 1956: Ardennen 1944 (Attack)
- 1956: Das kleine Teehaus (The Teahouse of the August Moon)
- 1957: Zwischen Madrid und Paris (The Sun Also Rises)
- 1957: Schicksalsmelodie (The Joker Is Wild)
- 1958: Strich durch die Rechnung (The Gun Runners)
- 1962: Der längste Tag (The Longest Day)
- 1963: Captain Newman (Captain Newman, M.D.)
- 1963: Flucht der weißen Hengste (Miracle of the white stallions)
- 1965–1968: Petticoat Junction (Fernsehserie, zwölf Folgen)
- 1965–1971: Green Acres (Fernsehserie, 170 Folgen)
- 1966: Sieben Frauen (7 Women)
- 1971: Columbo: Mord unter sechs Augen (Dead Weight, Fernsehreihe)
- 1972: Pferdewechsel in der Hochzeitsnacht (The Heartbreak Kid)
- 1974: Benjamin Franklin (Fernseh-Miniserie, zwei Folgen)
- 1974: McQ schlägt zu (McQ)
- 1974: Die härteste Meile (The Longest Yard)
- 1975: Die Flucht zum Hexenberg (Escape to Witch Mountain)
- 1975: Cash – Die unaufhaltsame Karriere des Gefreiten Arsch (Whiffs)
- 1975: Straßen der Nacht (Hustle)
- 1975–1978: Die Zwei mit dem Dreh (Switch; Fernsehserie, 71 Folgen)
- 1978: Todesflug 401 (Crash) (Fernsehfilm)
- 1979: Airport ’80 – Die Concorde (The Concorde: Airport ’79)
- 1981: Goliath – Sensation nach 40 Jahren (Goliath Awaits)
- 1981: Ein Colt für alle Fälle (Fernsehserie, Pilotfilm Eine Reise nach Arizona)
- 1981: Ein Senkrechtstarter kratzt die Kurve (Take This Job and Shove It)
- 1982: Geliebter Giorgio (Yes, Giorgio)
- 1983: Love Boat (Fernsehserie, zwei Folgen)
- 1984: Dreamscape – Höllische Träume (Dreamscape)
- 1986: Ein Engel auf Erden (Highway to Heaven; Fernsehserie, zwei Folge)
- 1987: Falcon Crest (Fernsehserie, drei Folgen)
- 1988: Feuersturm und Asche (War and Remembrance) (Fernseh-Miniserie, eine Folge)
- 1988: Mord ist ihr Hobby (Murder, She Wrote, Fernsehserie, eine Folge)
- 1989: Brenda Starr
- 1989: The Big Picture
- 1990: Zoff in Hooterville (Return to Green Acres) (Fernsehfilm)
- 1993: Time Trax – Zurück in die Zukunft (Time Trax, Fernsehserie, eine Folge)
- 1995: Quotenkönig im Affenstall (The Barefoot Executive) (Fernsehfilm)
- 1997: California (Fernsehserie, eine Folge)